# Дьєр (футбольний клуб)
«Дьєр» (угор. Győri, іноді – «Дьйор») — угорський футбольний клуб із однойменного міста, заснований 1904 року. Виступає у другому по силі дивізіоні Угорщини.

## Досягнення
Чемпіонат Угорщини
- Чемпіон (4): 1963, 1982, 1983, 2013
- Срібний призер (3): 1984, 1985, 2014
- Бронзовий призер (6): 1967, 1974, 1986, 2008, 2010, 2012

Кубок Угорщини
- Володар кубка (4): 1965, 1966, 1967, 1979
- Фіналіст (4): 1964, 1984, 2009, 2013

Суперкубок Угорщини
- Володар кубка (1): 2013